# Regions Financial

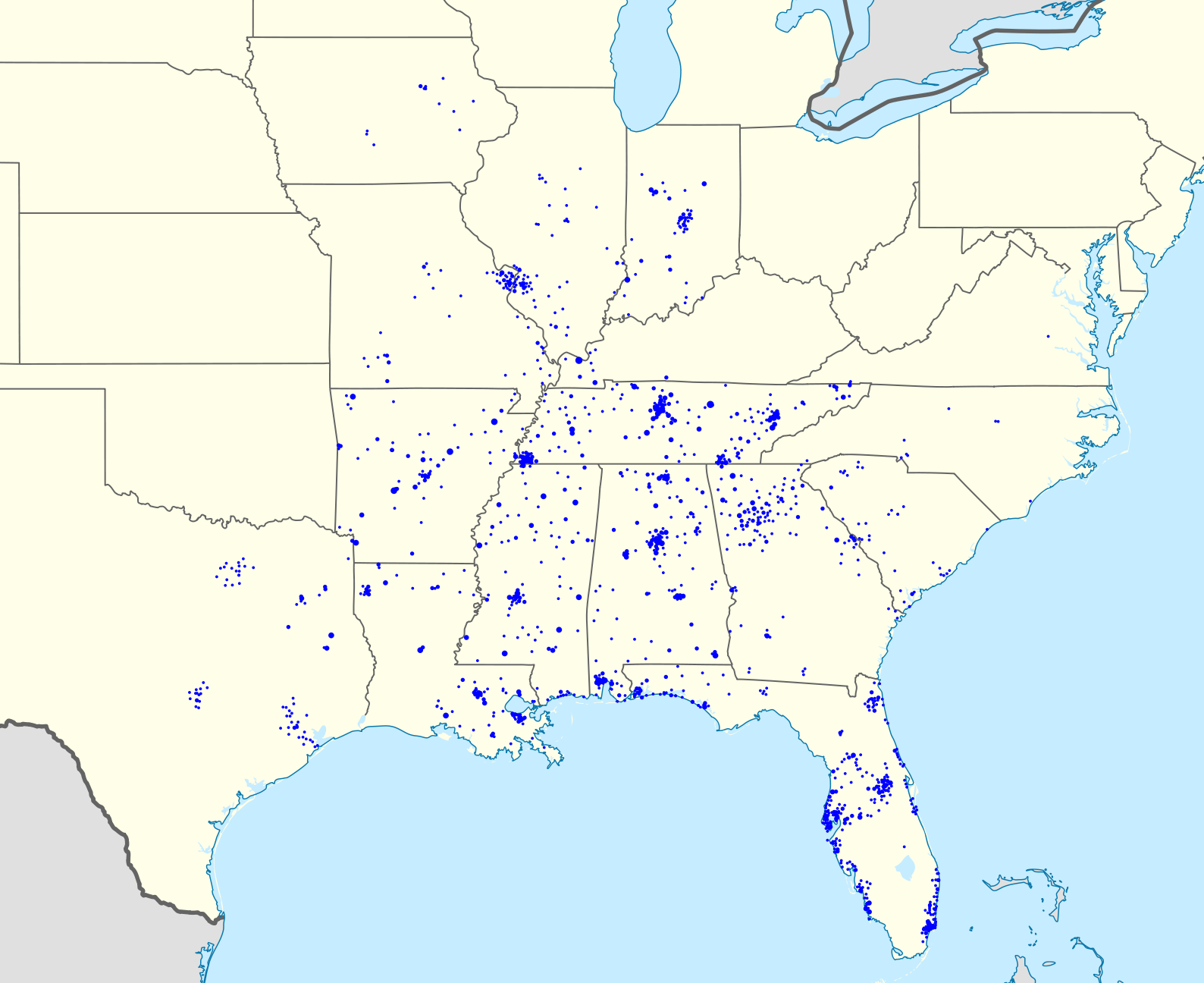
Carte des implantations de Regions Financial en 2010.

Regions Financial Corporation est une banque basée à Birmingham dans l'État de l'Alabama. Elle est membre de l'indice S&P 100. Elle détient plus de 146 Milliards de dollars d'actifs en 2009 ce qui en fait l'une des 20 premières banques des États-Unis. Elle exploite environ 1 700 agences et 2 400 distributeurs automatiques de billets dans un total de 16 États principalement dans la région du Sud des États-Unis. 

## Histoire
En 1971, First National Bank of Huntsville, Exchange Security Bank of Birmingham et First Alabama Bancshares, basés tous les trois dans l'Alabama fusionnent pour créer First Alabama Bancshares.
En 1986, des changements apparaissent avec la Interstate Banking Bill qui permet l'acquisition de succursales bancaires à l'extérieur de l'État où est enregistrée la banque. First Alabama Bancshares étend ses activités en Floride, puis en Géorgie, au Tennessee et dans l'Arkansas. En 1992, à la suite de son expansion en dehors de l'Alabama, First Alabama Bancshares change son nom en Regions Financial Corporation. Regions Financial est alors présent dans l'Alabama, la Géorgie, le Tennessee, la Floride, la Caroline du Sud, le Texas, la Louisiane et l'Arkansas. 
En décembre 2000, Regions acquiert l'entreprise de courtage Morgan Keegan pour 789 millions de dollars.
En janvier 2004, Regions Financial fusionne pour l'équivalent en actions de 5,9 milliards de dollars avec Union Planters Bank. La fusion augmente nettement la présence de Regions dans le Tennessee, où Union Planters était le leader du marché,,.
En mai 2006, Regions Financial annonce qu'elle acquiert AmSouth Bancorporation, une autre banque basée à Birmingham, pour un montant de 10 milliards de dollars. AmSouth possède alors 680 agences , 1 200 distributeurs de billets et 12 000 employés, alors que Regions avant cette acquisition possède 1 300 agences, 1 600 distributeurs de billets et 25 000 employés,. Amsouth avait vu sa taille multipliée par deux à la suite de son acquisition en 1999 de First American pour 6,3 milliards de dollars.
En janvier 2012, Regions vend Morgan Keegan et la banque d'investissement Southeast, deux entités qui emploient près de 1 000 personnes à Raymond James Financial pour 930 millions de dollars,.